# Église Saint-Pierre de Vienne (Isère)
Pour les articles homonymes, voir Église Saint-Pierre.
Pour l’article homonyme, voir Église Saint-Pierre de Vienne (Autriche).
L’église Saint-Pierre de Vienne, aujourd'hui Musée archéologique Saint-Pierre, est une ancienne abbatiale, l'une des plus anciennes églises françaises et l'un des rares monuments européen de l'antiquité tardive encore en élévation, située dans le département de l'Isère et la région Auvergne-Rhône-Alpes. 
Cette église fait l’objet d’un classement au titre des monuments historiques par la liste de 1862.

## Historique

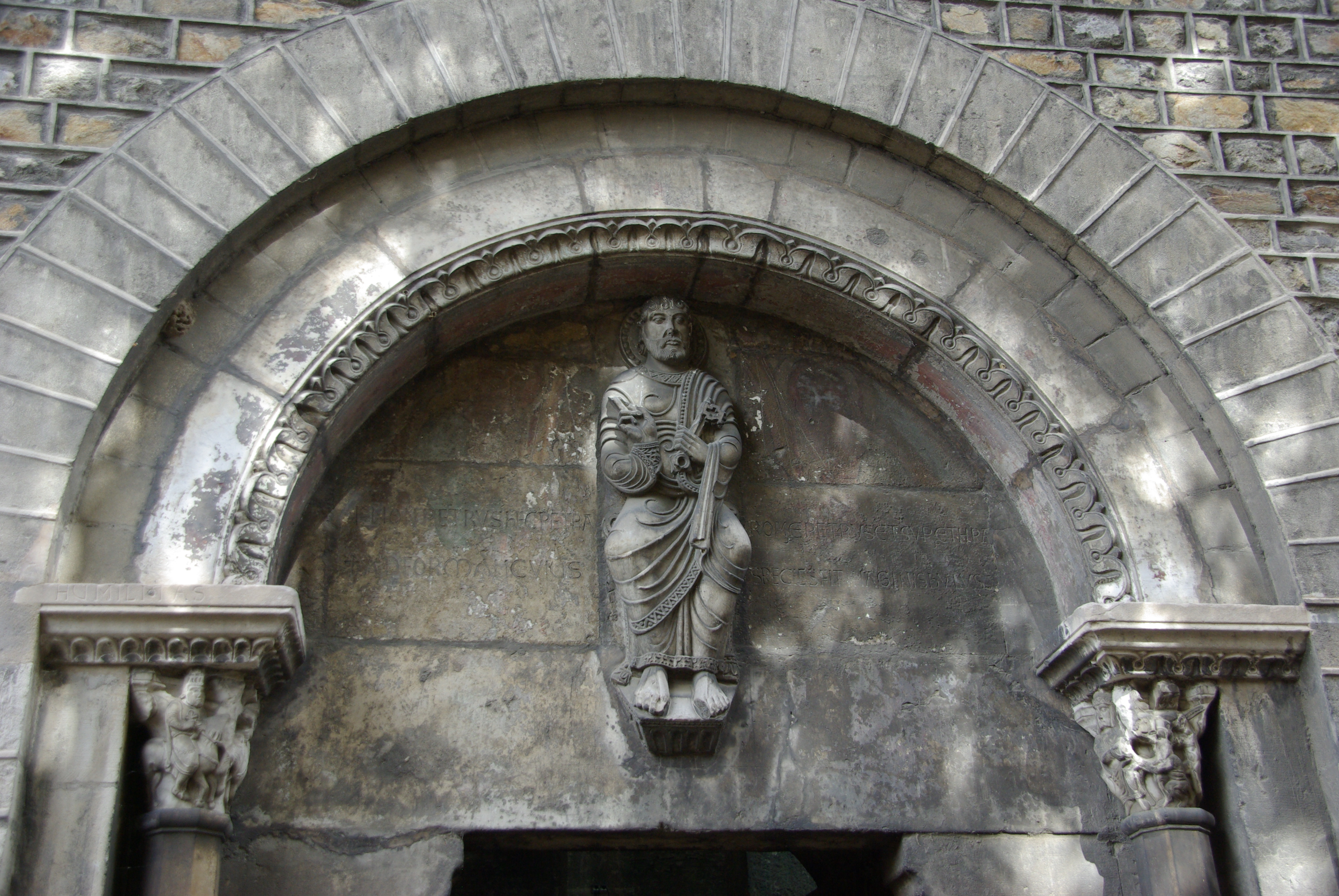
Tympan du portail sud.

L'église Saint-Pierre, dédiée à l'origine aux apôtres Pierre et Paul, fut construite à la fin du Ve siècle dans un cimetière occupant les ruines d'un quartier d'habitation, à l'intérieur du rempart gallo-romain, où se trouvait un petit oratoire du IVe siècle. Elle compte en outre parmi les plus anciennes de France. Elle fut utilisée comme basilique funéraire, abritant jusqu'au XIIe siècle la sépulture de la plupart des évêques de Vienne comme Mamert, son probable fondateur, mort vers 475. Au VIe siècle, une première communauté de moines s'y installa, dont l'ermite Léonien aurait été l'abbé.[réf. nécessaire] Elle est l'abbaye la plus puissante de la ville au Moyen Âge. Tous les premiers évêques de Vienne enterrés dans l'abbaye étant considérés comme saints, elle conserve un ensemble très important de reliques, parmi lesquelles figure la nappe de la Cène.
La concurrence des ordres mendiants, puis les guerres de Religion affaiblissent durablement l'abbaye. Les moines deviennent des chanoines et obtiennent en 1780 l'union avec l'abbaye de Saint-Chef. Elle est supprimée en 1791. Transformée en musée en 1809, elle connaît ensuite d'autres affectations jusque dans les années 1860 où sa restauration lui donne son aspect actuel.
En 1872, le musée lapidaire s'y installe. La présentation des collections est longtemps demeurée presque inchangée.

## Architecture

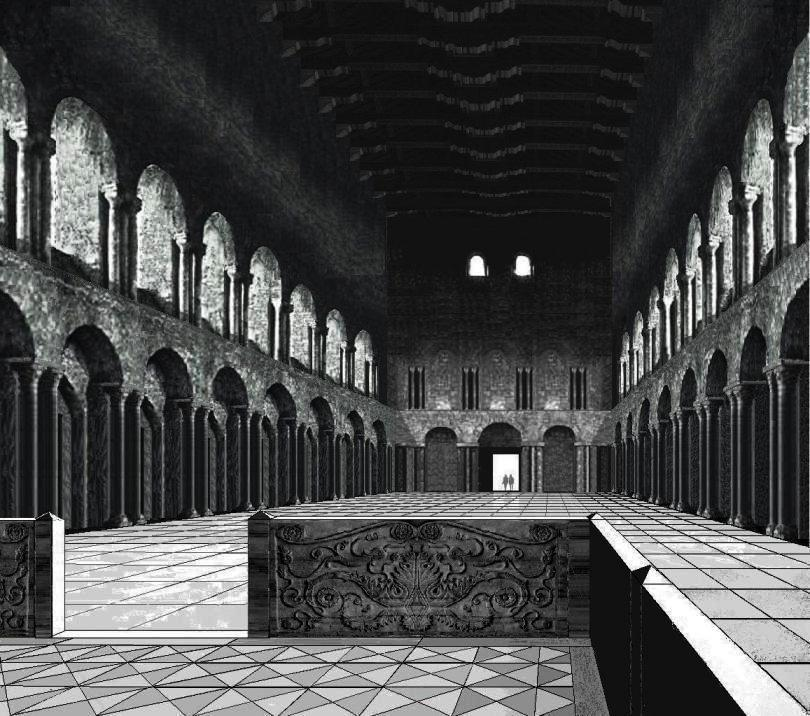
Reconstitution de la structure de la nef à l'époque mérovingienne, vue depuis l'autel. L’existence d'un éventuel décor de peinture ou de mosaïque, qui a probablement existé, ne peut être reconstitué.

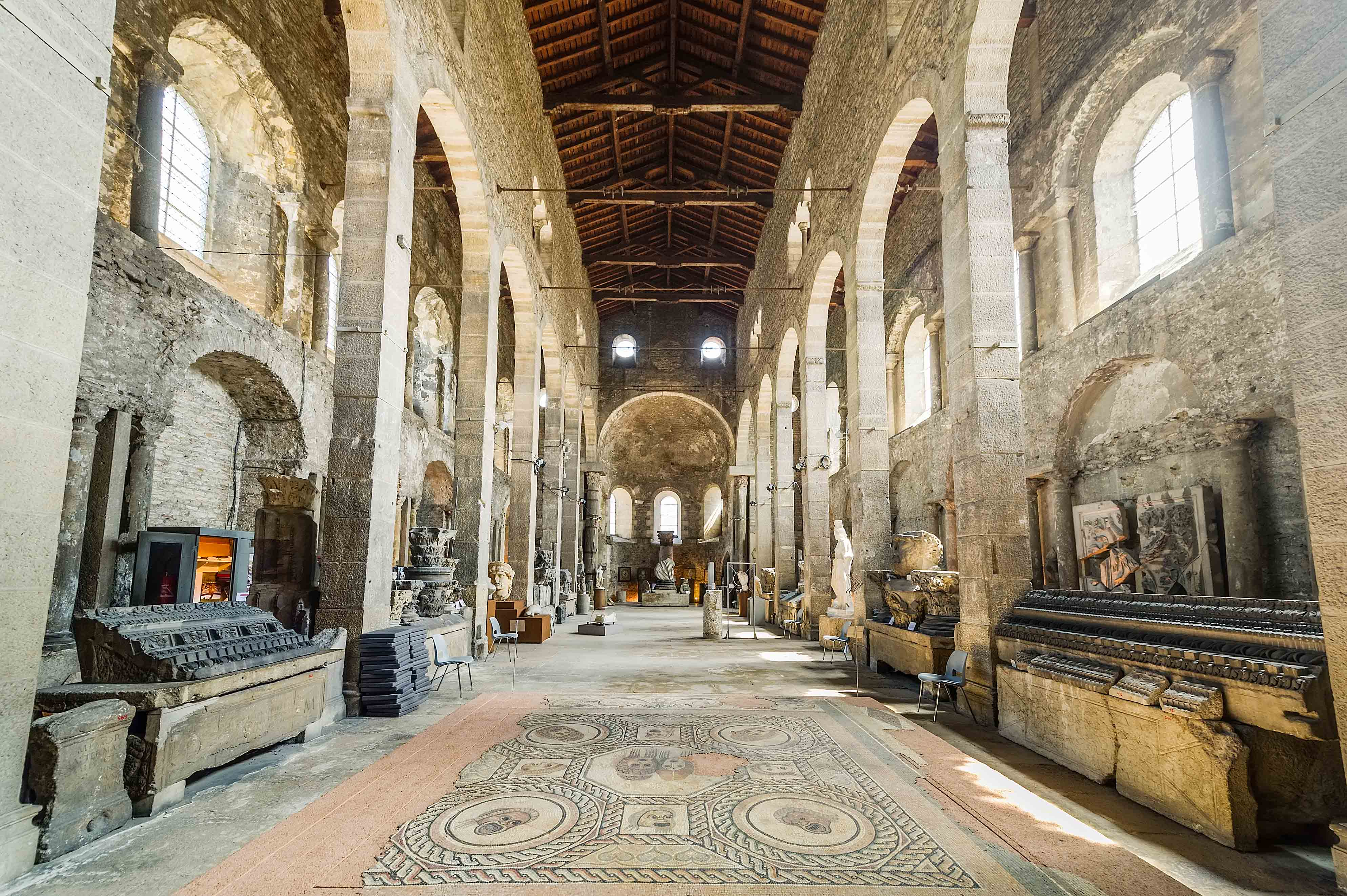
Aspect de la nef lorsqu'elle abritait le musée lapidaire. Vue depuis l'entrée, la nef mérovingienne a été divisée en trois nefs par des arcatures romanes.

Le plan de l'église actuel correspond à celui de la basilique primitive du Ve siècle avec une nef unique et une abside semi-circulaire. Les parties basses de l'abside et le décor d'arcatures murales de la nef datent vraisemblablement de cette période. On retrouve alors de nombreux remplois antiques et des colonnes en marbre. Des modifications interviennent dans les parties hautes (fenêtres) à l'époque carolingienne. Les premières transformations importantes ont lieu à l'époque romane à la fin du XIe  et au  XIIe siècle : la nef est divisée en trois vaisseaux par de grandes arcades ; le clocher-porche est ajouté à l'ouest ; la chapelle Notre-Dame, en forme de croix grecque, est voûtée en berceau et dotée d'une coupole ; le portail sud est orné de sculptures. Des vestiges de peinture murale du XIIe siècle sont toujours visibles (saint Jean). La chapelle funéraire Notre-Dame, de plan cruciforme, est élevée à l'est entre le XIIe et le XVe siècle. Au nord-est l'oratoire Saint-Georges est élevé ; il sera progressivement agrandi jusqu'au XIVe siècle pour donner l'église Saint-Georges, séparée de Saint-Pierre à la Révolution, qui deviendra une école avant d'être désacralisée. Au XVe siècle plusieurs chapelles sont aménagées (aujourd'hui disparues) et le décor de l'ensemble est repris. Peu d'interventions ont lieu avant 1780 où un décor de stuc néo-classique recouvre l'ensemble de l'édifice. Il est supprimé dans les années 1860. Du décor de l'église carolingienne (IXe siècle) subsistent de nombreux fragments des chancels en pierre qui formaient clôture entre le chœur réservé au clergé et la nef ; certains ont été remployés au XIIe siècle et se voient encore sur le clocher-porche élevé devant la façade primitive. Un autel monolithe du Xe  ou du  XIe siècle provenant de Saint-Pierre est conservé dans les musées de Vienne.

## Tombeaux et reliques

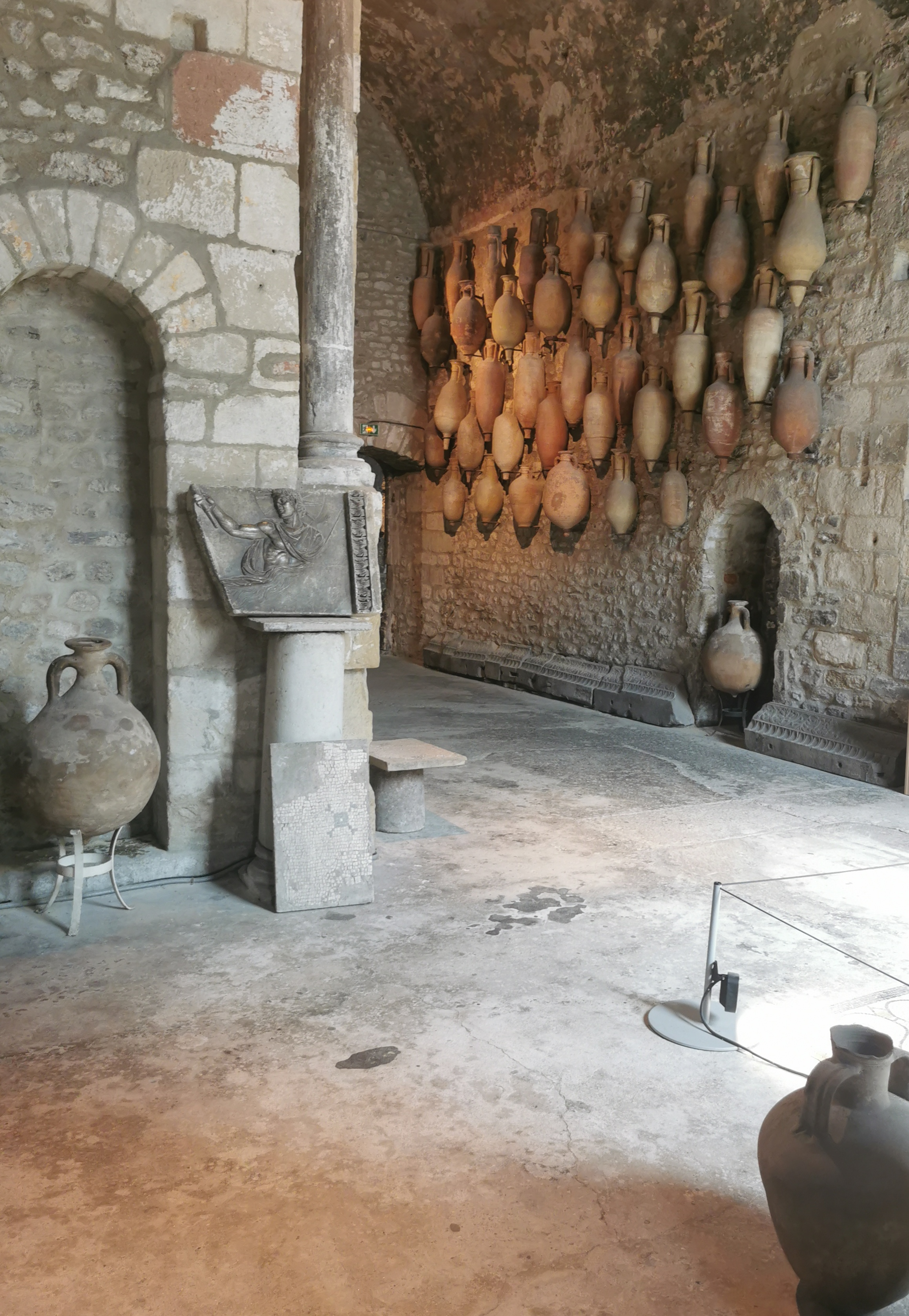
Les poteries romaines sur le mur de la chapelle Notre-Dame.

- Relique de la nappe qui aurait servi lors de la Cène
- Reliques de saint Adon
- Reliques de saint Agrat
- Reliques de saint Avit
- Reliques de saint Austrebert
- Reliques de saint Bildramne
- Reliques du Bienheureux Buchard
- Reliques de saint Caldéole
- Reliques de saint Clarent
- Reliques de Crescent
- Reliques de saint Denys
- Reliques de saint Didier
- Reliques de saint Domnin
- Reliques de saint Domnole
- Reliques de saint Florent
- Reliques de saint Georges
- Reliques de saint Isice Ier
- Reliques de saint Mamert
- Reliques de saint Martin
- Reliques de saint Pantagathe
- Reliques de saint Paschase
- Reliques de saint Sindulphe
- Reliques de saint Vère
- Reliques de saint Zacharie